# Henoteísmo

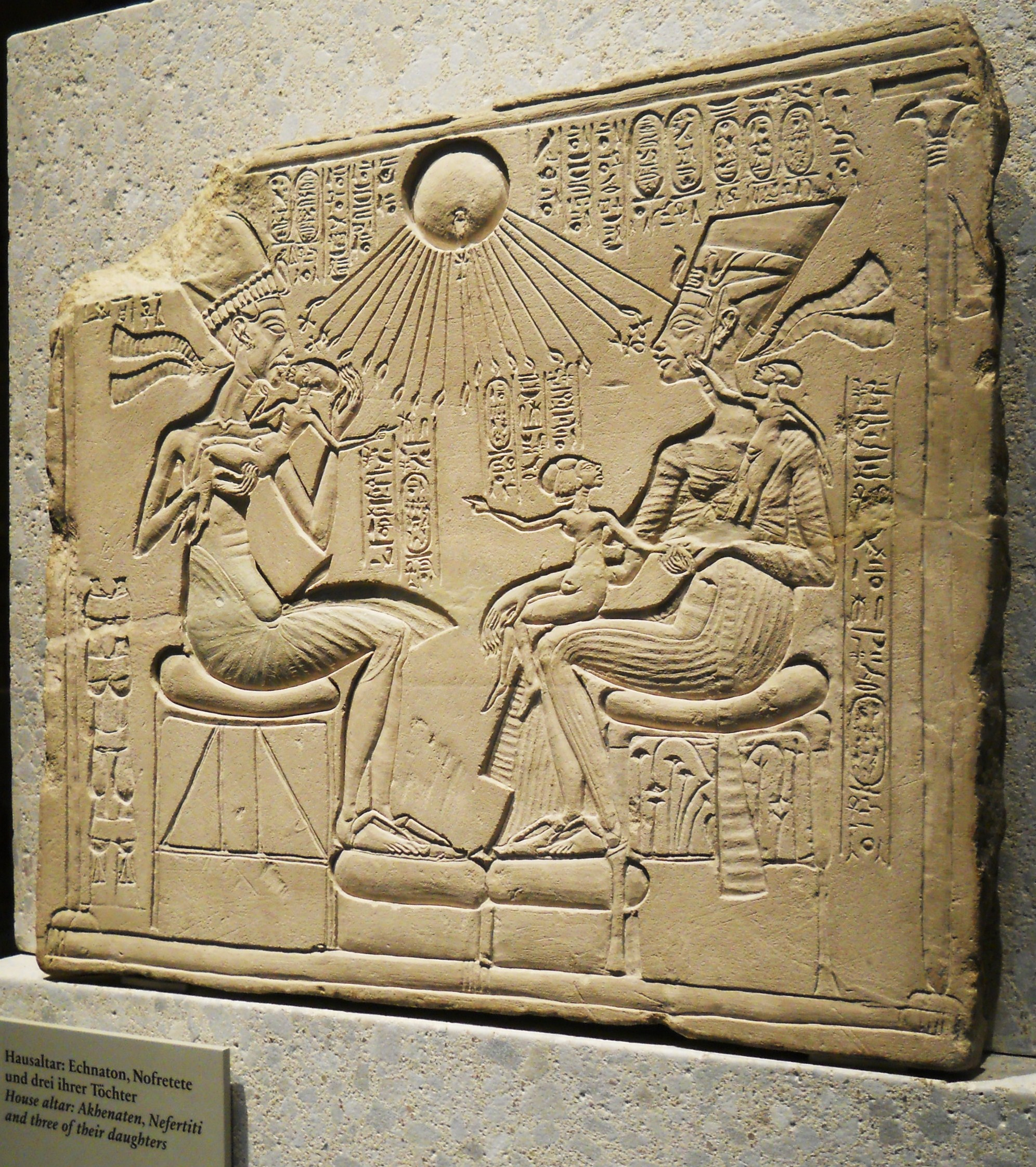
Estela en piedra caliza mostrando a Akenatón, Nefertiti y sus hijas. Del período de Amarna, c. 1350 a. C.

El henoteísmo (del griego heis, henos "un"; y theos "dios") es la creencia religiosa según la cual se reconoce la existencia de varias deidades, pero solo una de ellas es suficientemente digna de adoración por parte del fiel. El henoteísmo se refiere en particular al culto a un dios único y dominante sin negar la existencia o posible existencia de otras deidades inferiores. Friedrich Schelling (1775-1854) acuñó el término y Friedrich Welcker (1784-1868) lo usó para referirse al monoteísmo primitivo entre los antiguos griegos.
Max Müller (1823-1900), un filólogo y orientalista alemán, llevó el término a un uso más amplio en sus estudios sobre las religiones indias, particularmente el hinduismo, cuyas escrituras mencionan y alaban a numerosas deidades como si fueran una única y unitaria esencia divina. Müller hizo del término un aspecto central en su crítica en contra del excepcionalismo teológico y religioso occidental (en comparación con las religiones orientales), centrándose en un dogma cultural según el cual el "monoteísmo" estaba fundamentalmente bien definido y era inherentemente superior a los diferentes conceptos de Dios.
Históricamente, el henoteísmo ha aparecido en pueblos politeístas que, por ciertas circunstancias de carácter espiritual, han alcanzado el monoteísmo, pero esa definición es importante destacar, es tardía. De esta manera el henoteísta no es un politeísta ni un monoteísta en sentido estricto. El henoteísmo comparte con el politeísmo la creencia en varios dioses, aunque no los considera tan dignos de veneración como el dios propio del henoteísta. Y comparte con el monoteísmo la creencia de que solo un único dios es merecedor de adoración, aunque no niega frontalmente la existencia de otros dioses.

## Definición y terminología
Friedrich Schelling acuñó el término henoteísmo, del griego heis o henos que literalmente significa "único, uno". El término se refiere a una forma de teísmo centrada en un solo dios. Términos relacionados son los de monolatrismo y katenoteísmo. Este último término es una extensión del "henoteísmo", de καθ 'ἕνα θεόν (kath' hena theon) 'un dios a la vez'. El henoteísmo se refiere a una teología pluralista en la que se considera que las diferentes deidades tienen una esencia divina unitaria y equivalente. Otro término relacionado con el henoteísmo es el de "equiteísmo", que se refiere a la creencia de que todos los dioses son iguales. Además, el término henoteísmo no excluye el monismo, el no dualismo o el dualismo.
Varios académicos prefieren el término de monolatrismo al de henoteísmo, para referirse a religiones en las que un solo dios es central, pero sin negar la existencia o posición de otros dioses. Según Christoph Elsas, el henoteísmo en el uso moderno connota un estadio sincrético en el desarrollo de las religiones en la antigüedad tardía. Un henoteísta puede adorar a un solo dios de un panteón de deidades en un momento dado, dependiendo de su elección, a la vez que acepta otras deidades y conceptos de dios. Henoteísmo y monoteísmo inclusivo son términos que se refieren a una posición intermedia entre el politeísmo ilimitado y el monoteísmo exclusivo.

## Antiguo Egipto
Los actuales egiptólogos consideran henoteísmo el culto a Atón en el Antiguo Egipto.[cita requerida]

## Zoroastrismo
En el zoroastrismo, Ahura Mazda es el dios supremo, pero esta religión no niega otras deidades. Ahura Mazda tiene yazatas ("buenos agentes"), algunos de los cuales incluyen a Anahita, Sraosha, Mitra, Rashnu y Tishtrya. Richard Foltz ha mostrado evidencia de que los iraníes de la era preislámica adoraban a todas estas figuras, especialmente a Mitra y Anahita. Prods Oktor Skjærvø afirma que el zoroastrismo es henoteísta y "una religión dualista y politeísta, pero con un dios supremo, que es el padre del cosmos ordenado". Otros académicos afirman que esto no es claro, en tanto los textos históricos presentan una imagen contradictoria, que incluye la creencia zoroastrista en "un dios, dos dioses o un henoteísmo del mejor dios".

## Hinduismo
El término henoteísmo fue utilizado por académicos como Max Müller para describir la teología de la religión védica. Müller señaló que los himnos del Rigveda, la escritura más antigua del hinduismo, mencionan a muchas deidades, pero las elogia sucesivamente como "el único y último Dios supremo", alternativamente como "una Diosa suprema", afirmando así que la esencia de las deidades era unitaria (ekam), y las deidades no eran más que manifestaciones pluralistas del mismo concepto de lo divino (Dios).
La conceptualización de la era védica de lo divino o el Uno, afirma Jeaneane Fowler, es más abstracta que un Dios monoteísta, es la Realidad del y detrás del universo fenoménico. Los himnos védicos lo tratan como "principio ilimitado, indescriptible y absoluto", por lo que lo divino védico es una suerte de panenteísmo más que un simple henoteísmo. A finales de la era védica, alrededor del comienzo de la era upanishádica (~ 800 a. C.), surgen especulaciones teosóficas que desarrollan conceptos que los académicos denominan no dualismo o monismo, así como formas de no-teísmo y panteísmo. Un ejemplo del cuestionamiento del concepto de Dios, además de los himnos henoteístas que se encuentran allí, puede encontrarse en porciones posteriores del Rigveda, como el Nasadiya Sukta. El hinduismo denomina al concepto metafísico absoluto con la palabra Brahman, incorporando en este término la realidad trascendente e inmanente. Diferentes escuelas de pensamiento interpretan el Brahman como personal, impersonal o transpersonal. Ishwar Chandra Sharma lo describe como "Realidad Absoluta, más allá de todas las dualidades de existencia y no existencia, luz y oscuridad, y tiempo, espacio y causa".
Algunas escuelas hindúes son henoteístas al rendir culto en exclusiva a alguna deidad hindú particular como Vishnú o Shivá específicamente.[cita requerida]

## Religión helenística
Si bien la religiones griega y romana empezaron como politeísmos, durante el período clásico, bajo la influencia de la filosofía, emergieron diferentes concepciones. A menudo, Zeus (o Júpiter) era considerado el rey y padre supremo, todopoderoso y omnisciente de los dioses olímpicos. Según Maijastina Kahlos, "el monoteísmo era generalizado en los círculos educados de la Antigüedad tardía" y "todas las divinidades fueron interpretadas como aspectos, partículas o epítetos de un Dios supremo". Máximo de Tiro (siglo II d. C.), por ejemplo, declaró que: "En contienda tan poderosa, sedición y discordia, verás que hay una ley y afirmación en toda la tierra, que hay un dios, rey y padre de todas las cosas, y muchos dioses, hijos de dios, gobernando junto con él."
El filósofo neoplatónico Plotino enseñaba que por encima de los dioses de la creencia tradicional estaba "El Uno", y el gramático politeísta Máximo de Madaura llegó incluso a afirmar que solo un loco negaría la existencia del Dios supremo.

## Religión cananea y judaísmo primitivo
El judaísmo rabínico, tal como se desarrolló en la Antigüedad tardía, es enfáticamente monoteísta. Sin embargo, su predecesor — las diversas escuelas del judaísmo helenístico y del judaísmo del Segundo Templo, y especialmente el culto a Yahvé como se practicó en el antiguo Israel y Judá durante el siglo VIII y el siglo VII a. C. — han sido descritos como henoteístas. 
Por ejemplo, los moabitas adoraban al dios Quemos y los edomitas a Qos, y ambos dioses formaban parte del panteón cananeo más grande, encabezado por el dios principal, El. El panteón cananeo incluía a El y Astarot como las principales deidades, con 70 hijos de los que se decía gobernaban cada una de las naciones de la tierra. Cada uno de estos hijos era adorado dentro de una región específica. Kurt Noll afirma que "la biblia preserva una tradición según la cual Yahweh solía 'vivir' en el sur, en la tierra de Edom" y que el dios original de Israel era El Shaddai.
Varias historias bíblicas aluden a la creencia de que todos los dioses cananeos existían y se pensaba que poseían su mayor poder en las tierras en las que las personas les daban culto a ellos y a sus objetos sagrados. Se creía que su poder era real y podía ser invocado por las personas que los adoraban. Hay numerosos relatos de naciones vecinas de Israel que muestran temor o reverencia por el Dios israelita a pesar de sus continuas prácticas politeístas. Por ejemplo, en 1 Samuel 4, los filisteos se inquietan antes de la segunda batalla de Afec cuando se enteran de que los israelitas llevan el arca de la alianza, y por lo tanto a Yahweh, a la batalla. A los israelitas se les prohibía adorar a otras deidades, pero según algunas interpretaciones de la Biblia, no eran completamente monoteístas antes del cautiverio babilónico. Mark S. Smith se refiere a esta etapa como una forma de monolatría. Smith sostiene que Yahvé pasó por un proceso de fusión con El y que la aceptación de los cultos de Astarot era común en el período de los Jueces. Se ha interpretado que 2 Reyes 3:27 describe un sacrificio humano en Moab que llevó al ejército israelita invasor a temer el poder de Quemos.
Algunas muestras de henoteísmo se pueden observar en fragmentos del Antiguo Testamento como los siguientes:
- (Cántico de Moisés, después de pasar el mar Rojo): "¿Quién como tú, Yahveh, entre los dioses? ¿Quién como tú, glorioso y santo, terrible en tus hazañas, autor de maravillas? (Éxodo 15:11).
- (Jetró, suegro de Moisés, refiriéndose a los egipcios): "El mal que hicieron se volvió contra ellos y, en esto, reconozco que es el dios más grande" (Éxodo 18:11).
- (Decálogo, mandamiento primero) "No tengas otros dioses delante de mí" (Éxodo 20:3).
- (Decálogo, mandamiento segundo) "No te postres ante esos dioses, ni les des culto, porque Yo, Yahveh, tu dios, soy un dios celoso. Yo castigo hijos, nietos y bisnietos por la maldad de los padres cuando se rebelan contra mí" (Éxodo 20:5).
- Éxodo 34:14 "No adorarás a ningún otro dios, ya que el Señor, cuyo nombre es Celoso, es dios celoso."
- Salmos 96:4 "Porque grande es el Señor, y digno de suprema alabanza; terrible sobre todos los dioses."
- Salmos 97:9 "Porque Tú eres el Señor, el Altísimo sobre toda la tierra, Muy excelso sobre todos los dioses."
- Salmos 136:2 "Alabad al dios de los dioses, porque para siempre es su misericordia."
- Miqueas 7:18 "¿Qué dios como tú, que perdonas la maldad, y olvidas el pecado del resto de su heredad? No retuvo para siempre su enojo, porque es amador de misericordia."

En las antiguas creencias, los dioses eran territoriales, es decir, su poder cubría un territorio determinado, así como el de los reyes sobre la Tierra. El concepto de un único dios que con su poder alcanza a todo el universo es muy posterior, de la época de los profetas, quienes denostaron a los otros dioses como ídolos que "tienen ojos y no ven, tienen boca y no hablan". En ese período, el primitivo henoteísmo hebreo se transformó en el riguroso monoteísmo judío actual.
Entre muchos de los nombres que aparecen en el Antiguo Testamento para nominar al dios hebreo se encuentra el nombre Elohim (אֱלֹהִ֔ים). Este nombre es una palabra plural, que si bien puede referirse a “dioses”, también tiene una forma singular, Eloha (אֱלֹהַ). Es de notar que ambas palabras son utilizadas tanto en referencia a dioses paganos como a un solo dios pagano, sin discriminar su uso para el dios hebreo al mismo tiempo.